# بوب جنكينز
بوب جنكينز (بالإنجليزية: Bob Jenkins)‏ هو لاعب كرة قدم أمريكية أمريكي، ولد في 16 أغسطس 1923 في تالاديغا في الولايات المتحدة، وتوفي في 23 نوفمبر 2001.